# Вічита
Вічита (англ. Wichita) — місто (англ. city) над річкою Арканзас у США, в окрузі Седжвік штату Канзас. Населення — 397 532 особи (2020), в агломерації — 641 076 осіб (2010 рік).

## Географія
Вічита розташована за координатами 37°41′26″ пн. ш. 97°20′34″ зх. д. / 37.69056° пн. ш. 97.34278° зх. д. (37.690694, -97.342678). За даними Бюро перепису населення США, в 2010 році місто мало площу 423,71 км², з яких 412,57 км² — суходіл та 11,14 км² — водойми.

### Клімат
У Вічиті вологий субтропічний клімат. Середньодобова температура липня +27 °C, січня — −1 °C. Щорічних опадів 772 мм (у тому числі 42 мм снігу). Щороку 11 днів снігопаду і 88 дощових днів.
| Клімат : Вічита                                                                               | Клімат : Вічита | Клімат : Вічита | Клімат : Вічита | Клімат : Вічита | Клімат : Вічита | Клімат : Вічита | Клімат : Вічита | Клімат : Вічита | Клімат : Вічита | Клімат : Вічита | Клімат : Вічита | Клімат : Вічита | Клімат : Вічита |
| Показник                                                                                      | Січ.            | Лют.            | Бер.            | Квіт.           | Трав.           | Черв.           | Лип.            | Серп.           | Вер.            | Жовт.           | Лист.           | Груд.           | Рік             |
| Абсолютний максимум, °C                                                                       | 23,9            | 30,6            | 33,3            | 36,7            | 38,9            | 43,3            | 45,0            | 45,6            | 42,2            | 36,1            | 30,0            | 28,3            | 45,6            |
| Середній максимум, °C                                                                         | 5,8             | 9,0             | 14,4            | 19,8            | 24,8            | 30,4            | 33,5            | 32,9            | 28,1            | 20,9            | 13,4            | 6,4             | 20,0            |
| Середній мінімум, °C                                                                          | −5,6            | −3,3            | 1,7             | 6,9             | 12,9            | 18,3            | 21,0            | 20,4            | 15,3            | 8,3             | 1,4             | −4,4            | 7,8             |
| Абсолютний мінімум, °C                                                                        | −26,1           | −30             | −19,4           | −9,4            | −2,8            | 6,1             | 10,6            | 7,2             | −0,6            | −10             | −17,2           | −26,7           | −30             |
| Середня кількість сонячних годин на місяць                                                    | 190,9           | 186,4           | 230,4           | 257,8           | 289,8           | 305,0           | 342,1           | 309,2           | 245,6           | 226,3           | 170,2           | 168,7           | 2922            |
| Норма опадів, мм                                                                              | 21              | 30              | 68              | 66              | 116             | 132             | 84              | 94              | 80              | 71              | 36              | 30              | 829             |
| Днів з опадами                                                                                | 4,7             | 5,4             | 8,2             | 8,0             | 11,4            | 10,0            | 7,3             | 7,9             | 7,0             | 7,0             | 5,3             | 5,7             | 87,9            |
| Днів зі снігом                                                                                | 3,0             | 2,1             | 1,2             | 0,2             | 0               | 0               | 0               | 0               | 0               | 0,1             | 0,6             | 2,8             | 10,0            |
| Вологість повітря, %                                                                          | 69.9            | 68.3            | 63.8            | 62.8            | 67.0            | 64.3            | 58.9            | 61.1            | 66.8            | 65.1            | 70.0            | 71.7            | 65.8            |
| --------------------------------------------------------------------------------------------- | --------------- | --------------- | --------------- | --------------- | --------------- | --------------- | --------------- | --------------- | --------------- | --------------- | --------------- | --------------- | --------------- |
| Джерело: National Weather Service (relative humidity and sun 1961–1990);, The Weather Channel |                 |                 |                 |                 |                 |                 |                 |                 |                 |                 |                 |                 |                 |

## Демографія

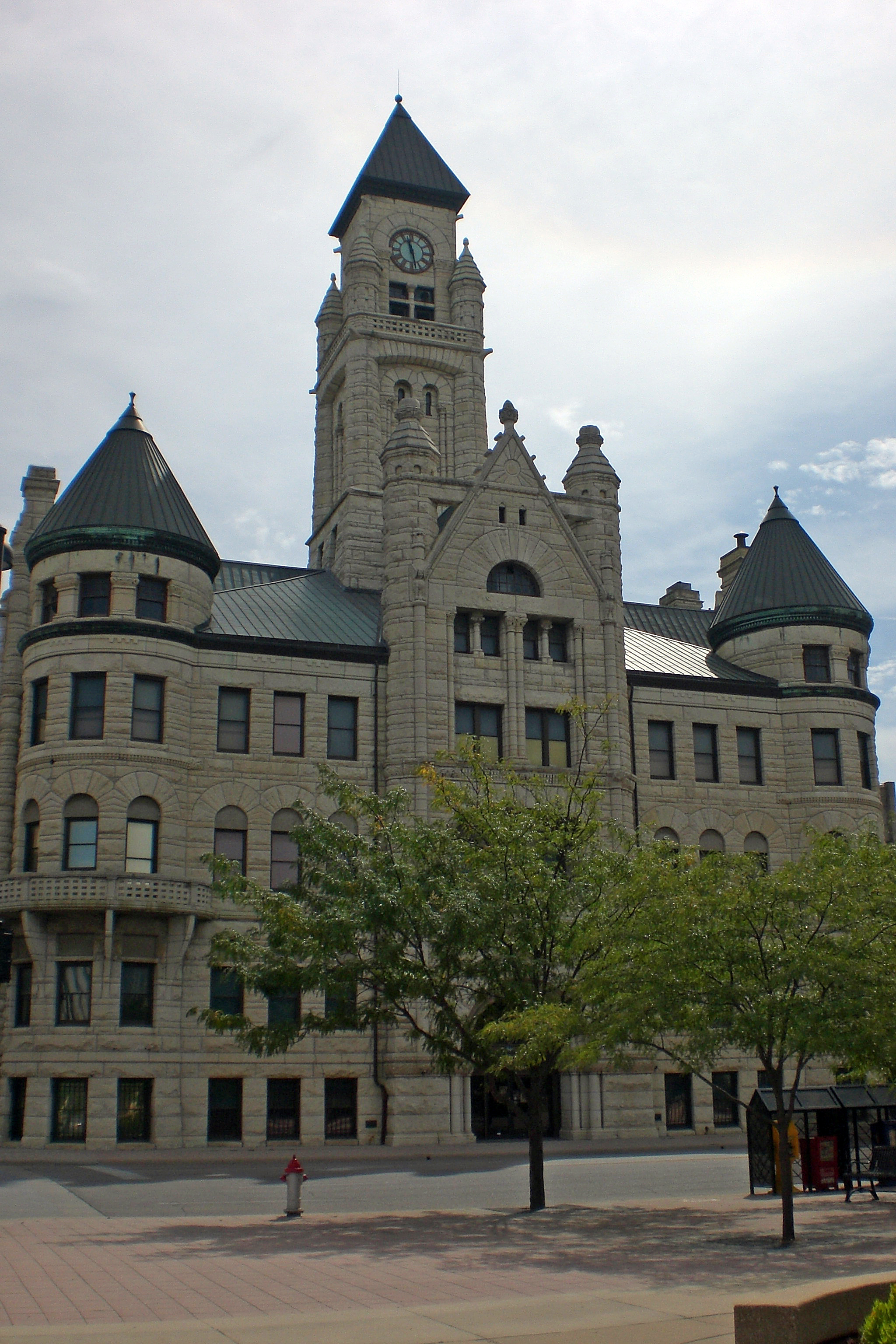
Історичний музей

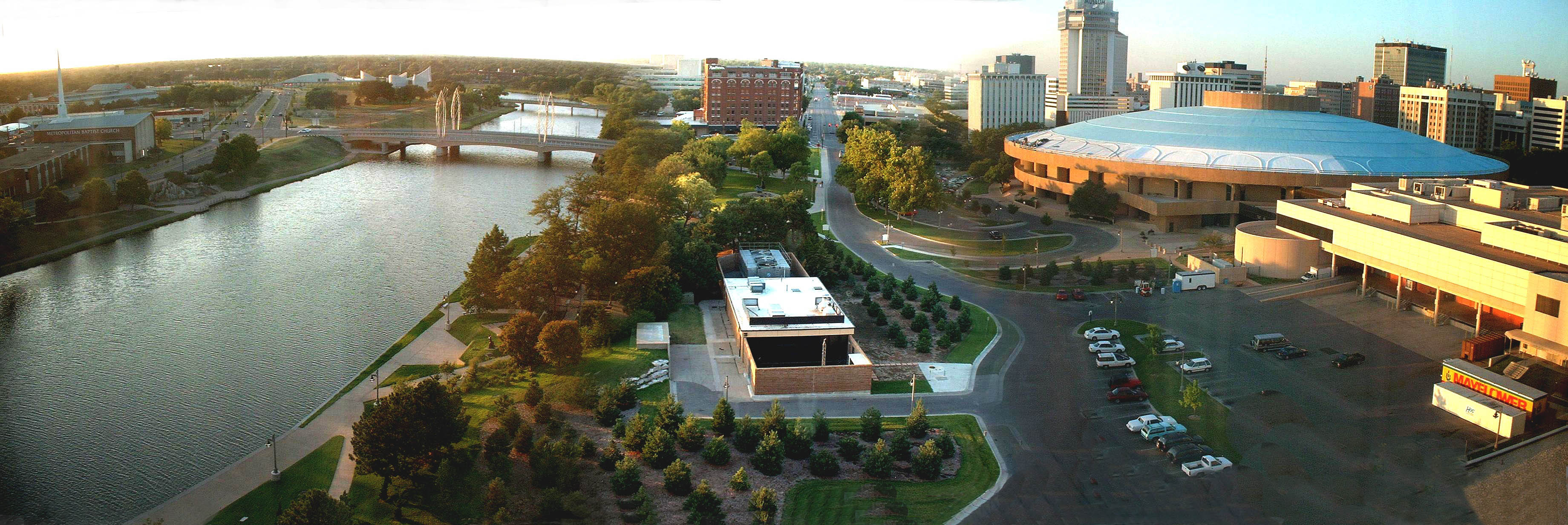
Центр міста, річка Арканзас та будівля Замовного центру

Згідно з переписом 2010 року, у місті мешкало 382 368 осіб у 151 818 домогосподарствах у складі 94 862 родин. Густота населення становила 902 особи/км². Було 167 310 помешкань (395/км²).
Расовий склад населення:
| - 71,9 % — білих - 11,5 % — чорних або афроамериканців - 4,8 % — азіатів - 1,2 % — корінних американців - 0,1 % — вихідців з тихоокеанських островів - 6,2 % — осіб інших рас |

До двох чи більше рас належало 4,3 %. Частка іспаномовних становила 15,3 % від усіх жителів.
За віковим діапазоном населення розподілялося таким чином: 26,6 % — особи молодші 18 років, 61,9 % — особи у віці 18—64 років, 11,5 % — особи у віці 65 років та старші. Медіана віку мешканця становила 33,9 року. На 100 осіб жіночої статі у місті припадало 97,3 чоловіка; на 100 жінок у віці від 18 років та старших — 95,1 чоловіка також старших 18 років.
Середній дохід на одне домашнє господарство становив 61 957 доларів США (медіана — 45 947), а середній дохід на одну сім'ю — 75 123 долари (медіана — 58 937). Медіана доходів становила 45 900 доларів для чоловіків та 33 834 долари для жінок. За межею бідності перебувало 17,3 % осіб, у тому числі 25,0 % дітей у віці до 18 років та 9,3 % осіб у віці 65 років та старших.
Цивільне працевлаштоване населення становило 180 818 осіб. Основні галузі зайнятості: освіта, охорона здоров'я та соціальна допомога — 22,8 %, виробництво — 18,1 %, роздрібна торгівля — 11,9 %, мистецтво, розваги та відпочинок — 9,6 %.

## Центр літакобудування
У 1920-х роках тут створені авіаційні підприємства Stearman Aircraft, Cessna, Mooney і Beechcraft, що зумовили прізвисько міста «Літакобудівельна столиця світу». Cessna, Hawker Beechcraft, Learjet й Spirit AeroSystems мають свої штаб-квартири у Вічиті. Airbus й Boeing мають тут виробничі потужності.

## Відомі особистості
У місті народилися:
- Кірстен Еллі (нар. 1951) — американська акторка.
- Марвін Рейнвотер (1925—2013) — американський музикант, співак та автор пісень.
- Mrbeast — американський ютубер
- Роберт Баллард
- Роберт Гейтс
- Ніко Ернандес
- Боб Кестер
- Чарльз Кох
- Девід Кох
- Гетті Мак-Денієл (1895—1952) — американська акторка та співачка.
- Гейл Нортон
- Роберт Віттекер
- Вернон Сміт (нар. 1927) — американський економіст
- Арлен Спектер